# Henchir el Matria
Henchir el Matria ou Henchir Matrias est un site archéologique tunisien situé entre Béja et Dougga dans le gouvernorat de Béja. Fouillé partiellement au XIXe siècle, le site reste encore largement méconnu. Il est le site de l'ancienne cité romaine de Numluli.

## Localisation
Le site est situé entre Dougga et Béja, à 8 km de Téboursouk, à une altitude de 407 m et sur le cours de l'oued el Beida.

## Histoire

### Histoire ancienne et médiévale
Numluli est municipe, peut-être à partir du règne de Septime Sévère.

### Redécouverte du site
Henri Saladin explore le site au XIXe siècle et Julien Poinssot ultérieurement. Louis Carton y mène des fouilles en 1893.

## Éléments du site
Le site s'étend sur 18 ha.
Il existe une incertitude sur les fonctions d'un édifice tétraconque revêtu d'un enduit de tuileau, peut-être « en rapport avec un quelconque usage hydraulique ». Non loin se trouve un monument rectangulaire à abside avec des annexes.

### Édifices religieux
- Capitole[A 1].

### Édifices de loisirs
- Thermes[A 1].

### Infrastructures
- Citernes[A 1].
- Aqueduc[A 1].
- Enceinte tardive[A 1].

## Diocèse
Pendant l'Antiquité, Henchir el Matria est le siège d'un évêché chrétien, suffragant de l'archidiocèse de Carthage. L'histoire mentionne deux évêques de la ville : Aurèle, un catholique présent au concile de Carthage de 411, et l'évêque Donatien, qui assiste au concile anti-monophysite de 646. De nos jours, le diocèse subsiste en tant que siège titulaire de l'Église catholique. Le dernier évêque en date est William Clifford Newman (en), de Baltimore, mort le 20 mai 2017.